# Campeonato Europeo Sub-16 de la UEFA 1994
El Campeonato Europeo Sub-16 de la UEFA 1994 se llevó a cabo en la República de Irlanda del 26 de abril al 8 de mayo y contó con la participación de 16 selecciones infantiles de Europa provenientes de una fase eliminatoria.
Turquía venció en la final a Dinamarca para conseguir su primer título continental de la categoría.

## Participantes
| - Albania - Austria - Bielorrusia - Bélgica | - República Checa - Dinamarca - Inglaterra - Alemania | - Irlanda - Islandia - Portugal - Rusia | - España - Suiza - Turquía - Ucrania |

## Fase de grupos

### Grupo A
| País        | J | G | E | P | GF | GC | GD | Pts |
| ----------- | - | - | - | - | -- | -- | -- | --- |
| Bielorrusia | 3 | 1 | 2 | 0 | 3  | 2  | +1 | 5   |
| Austria     | 3 | 1 | 2 | 0 | 3  | 2  | +1 | 5   |
| España      | 3 | 1 | 1 | 1 | 5  | 2  | +3 | 4   |
| Albania     | 3 | 0 | 1 | 2 | 1  | 6  | -5 | 1   |

| Equipo 1    | Resultado   | Equipo 2    |
| ----------- | ----------- | ----------- |
| España      | 0-1         | Bielorrusia |
| Austria     | 1-0         | Albania     |
| Albania     | 1-1         | Bielorrusia |
| Austria     | 1-1         | España      |
| Bielorrusia | 1-1 (4-3 p) | Austria     |
| Albania     | 0-4         | España      |

### Grupo B
| País            | J | G | E | P | GF | GC | GD | Pts |
| --------------- | - | - | - | - | -- | -- | -- | --- |
| Inglaterra      | 3 | 2 | 1 | 0 | 4  | 2  | +2 | 7   |
| Portugal        | 3 | 2 | 0 | 1 | 5  | 1  | +4 | 6   |
| República Checa | 3 | 1 | 0 | 2 | 2  | 4  | -2 | 3   |
| Irlanda         | 3 | 0 | 1 | 2 | 1  | 5  | -4 | 1   |

| Equipo 1        | Resultado | Equipo 2        |
| --------------- | --------- | --------------- |
| Portugal        | 0-1       | Inglaterra      |
| República Checa | 1-0       | Irlanda         |
| Portugal        | 2-0       | República Checa |
| Inglaterra      | 1-1       | Irlanda         |
| República Checa | 1-2       | Inglaterra      |
| Irlanda         | 0-3       | Portugal        |

### Grupo C
| País      | J | G | E | P | GF | GC | GD | Pts |
| --------- | - | - | - | - | -- | -- | -- | --- |
| Rusia     | 3 | 2 | 0 | 1 | 9  | 4  | +5 | 6   |
| Dinamarca | 3 | 2 | 0 | 1 | 10 | 9  | +1 | 6   |
| Alemania  | 3 | 2 | 0 | 1 | 9  | 6  | +3 | 6   |
| Suiza     | 3 | 0 | 0 | 3 | 5  | 14 | -9 | 0   |

| Equipo 1  | Resultado | Equipo 2  |
| --------- | --------- | --------- |
| Alemania  | 0-2       | Rusia     |
| Suiza     | 3-4       | Dinamarca |
| Alemania  | 5-1       | Suiza     |
| Dinamarca | 3-2       | Rusia     |
| Rusia     | 5-1       | Suiza     |
| Dinamarca | 3-4       | Alemania  |

### Grupo D
| País     | J | G | E | P | GF | GC | GD | Pts |
| -------- | - | - | - | - | -- | -- | -- | --- |
| Turquía  | 3 | 2 | 1 | 0 | 7  | 2  | +5 | 7   |
| Ucrania  | 3 | 2 | 1 | 0 | 5  | 3  | +2 | 7   |
| Bélgica  | 3 | 1 | 0 | 2 | 3  | 7  | -4 | 3   |
| Islandia | 3 | 0 | 0 | 3 | 3  | 6  | -3 | 0   |

| Equipo 1 | Resultado | Equipo 2 |
| -------- | --------- | -------- |
| Turquía  | 2-1       | Islandia |
| Ucrania  | 2-1       | Bélgica  |
| Turquía  | 1-1       | Ucrania  |
| Islandia | 1-2       | Bélgica  |
| Bélgica  | 0-4       | Turquía  |
| Islandia | 1-2       | Ucrania  |

## Fase final
|  | Cuartos de final | Cuartos de final |         |                    | Semifinales | Semifinales |  |           | Final     | Final     |  |
|  | 3 de mayo        | 3 de mayo        |         |                    | 5 de mayo   | 5 de mayo   |  |           | 8 de mayo | 8 de mayo |  |
|  |                  |                  |         |                    |             |             |  |           |           |           |  |
|  |                  |                  |         |                    |             |             |  |           |           |           |  |
|  | Bielorrusia      | 1                |         |                    |             |             |  |           |           |           |  |
|  | Bielorrusia      | 1                |         |                    |             |             |  |           |           |           |  |
|  | Dinamarca        | 3                |         |                    |             |             |  |           |           |           |  |
|  | Dinamarca        | 3                |         | Dinamarca (DP 5-3) | 2           |             |  |           |           |           |  |
|  |                  |                  |         | Dinamarca (DP 5-3) | 2           |             |  |           |           |           |  |
|  |                  |                  | Ucrania | 2                  |             |             |  |           |           |           |  |
|  | Inglaterra       | 2                | Ucrania | 2                  |             |             |  |           |           |           |  |
|  | Inglaterra       | 2                |         |                    |             |             |  |           |           |           |  |
|  | Ucrania (DP 6-7) | 2                |         |                    |             |             |  |           |           |           |  |
|  | Ucrania (DP 6-7) | 2                |         |                    |             |             |  | Dinamarca | 0         |           |  |
|  |                  |                  |         |                    |             |             |  | Dinamarca | 0         |           |  |
|  |                  |                  | Turquía | 1                  |             |             |  |           |           |           |  |
|  | Rusia            | 0                | Turquía | 1                  |             |             |  |           |           |           |  |
|  | Rusia            | 0                |         |                    |             |             |  |           |           |           |  |
|  | Austria          | 2                |         |                    |             |             |  |           |           |           |  |
|  | Austria          | 2                |         | Austria            | 0           |             |  |           |           |           |  |
|  |                  |                  |         | Austria            | 0           |             |  |           |           |           |  |
|  |                  |                  | Turquía | 1                  |             |             |  |           |           |           |  |
|  | Turquía (DP 5-3) | 0                | Turquía | 1                  |             |             |  |           |           |           |  |
|  | Turquía (DP 5-3) | 0                |         |                    |             |             |  |           |           |           |  |
|  | Portugal         | 0                |         |                    |             |             |  |           |           |           |  |
|  | Portugal         | 0                |         |                    |             |             |  |           |           |           |  |
|  |                  |                  |         |                    |             |             |  |           |           |           |  |

### Tercer lugar
| Equipo 1 | Resultado | Equipo 2 |
| -------- | --------- | -------- |
| Austria  | 0-2       | Ucrania  |

## Campeón
| Eurocopa Sub-16 1994 |
| -------------------- |
| Bandera de Turquía   |
| Turquía 1º Título    |